# والتر إي. كوك
والتر إي. كوك (بالإنجليزية: Walter E. Cook)‏ هو سياسي أمريكي، ولد في 21 ديسمبر 1888، وتوفي في 12 أكتوبر 1955. حزبياً، نشط في الحزب الجمهوري. وقد انتخب عضو جمعية ولاية ويسكونسن.